# Rationale (oděv)

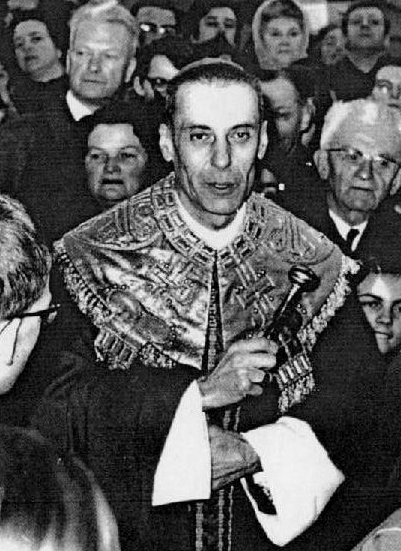
Biskup Bernard z Diecéze Nancy s rationale

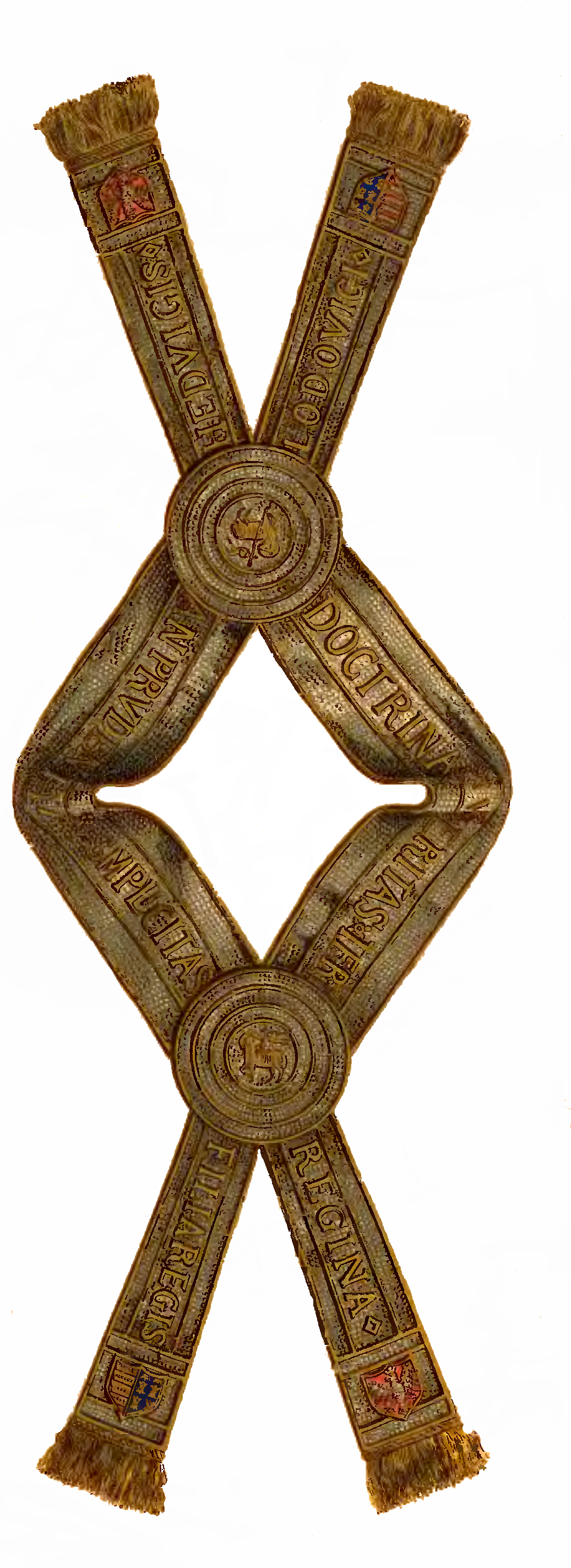
Rationale věnované krakovskému arcibiskupovi královnou Hedvikou z Anjou v roce 1384/1385

Rationale nebo také superhumerál, je insignií užívanou v katolické církvi. Jedná se o součást liturgického oděvu některých biskupů. Obléká se jako pallium, jehož je obdobou a hierarchickým ekvivalentem.

## Etymologie
Rationale je pojem odvozený z latinského překladu řeckého λόγιον (logion), které je překladem hebrejského חֹשֶׁן (chošen), což je označení pro Árónův náprsník. Ten nosili při chrámové bohoslužbě izraelští velekněží.
Termín superhumerál je latinskou složeninou slov super (přes) a humerus (rameno). V doslovném překladu znamená přesrameník.

## Použití

### Historie
Nejstarší dochovaná vyobrazení rationale jsou na miniaturách vyrytých ve slonové kosti, zobrazující mindenského biskupa Sigeberta (1022–1036).
Právo užívat rationale měli někteří biskupové zejména v diecézích ve Svaté říší římské (např. pražský biskup, řezenský, métský či olomoucký). Praxe nosit rationale během liturgie však postupně vymizela během 13. století. Podle dochovaných záznamů nosil remešský arcibiskup rationale ještě na počátku 16. století.
Podoba rationale nebyla jednotně určena, proto se nachází množství různých typů s různými vyobrazeními. Největší sbírky historických rationale jsou vystaveny v Bamberku, Řezně, Eichstättu, Paderbornu a Mnichově.

### Současnost
V současné době rationale užívají jen čtyři římskokatoličtí biskupové;
- arcibiskup krakovský, Marek Jędraszewski (od roku 2017)
- arcibiskup paderbornský, Udo Marcus Bentz (od roku 2023)
- biskup eichstättský, Gregor Maria Hanke, OSB (od roku 2006)
- biskup z Nancy-Toul – primas lotrinský, Pierre-Yves Michel (od roku 2023)

## Galerie

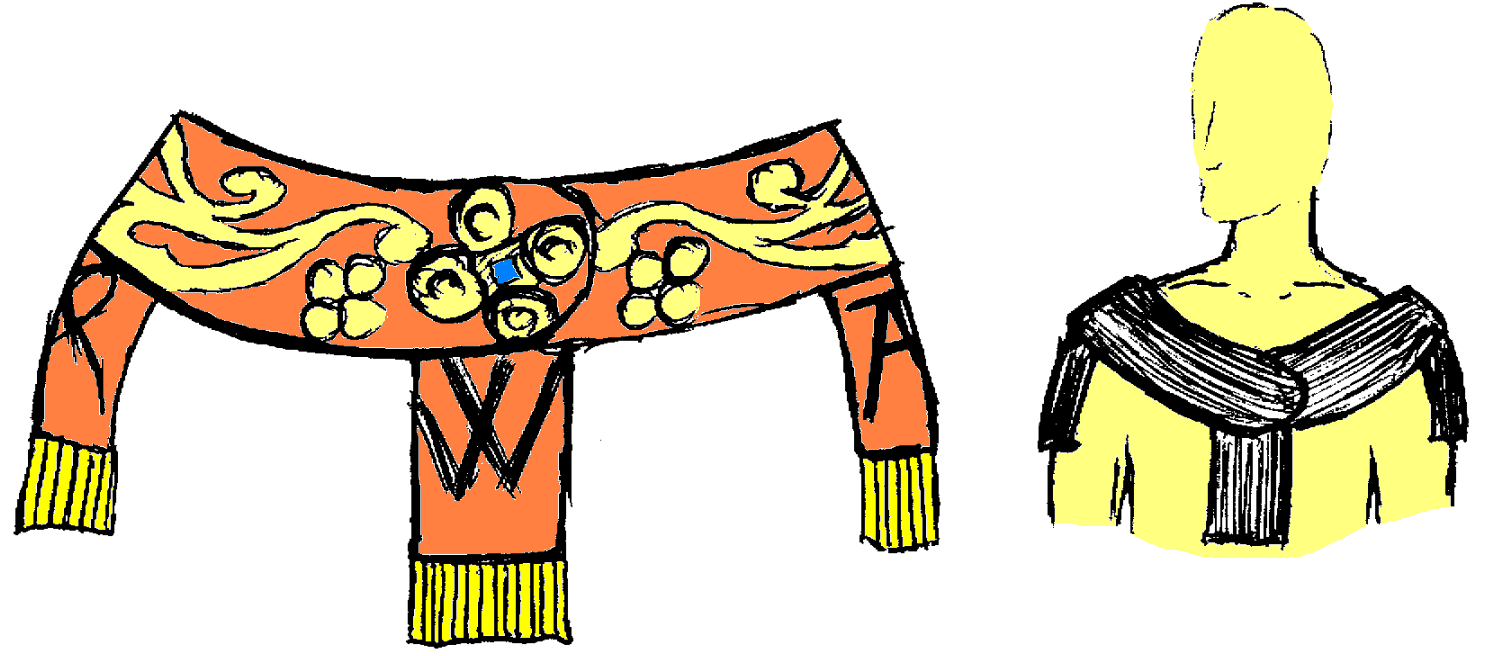
Rationale
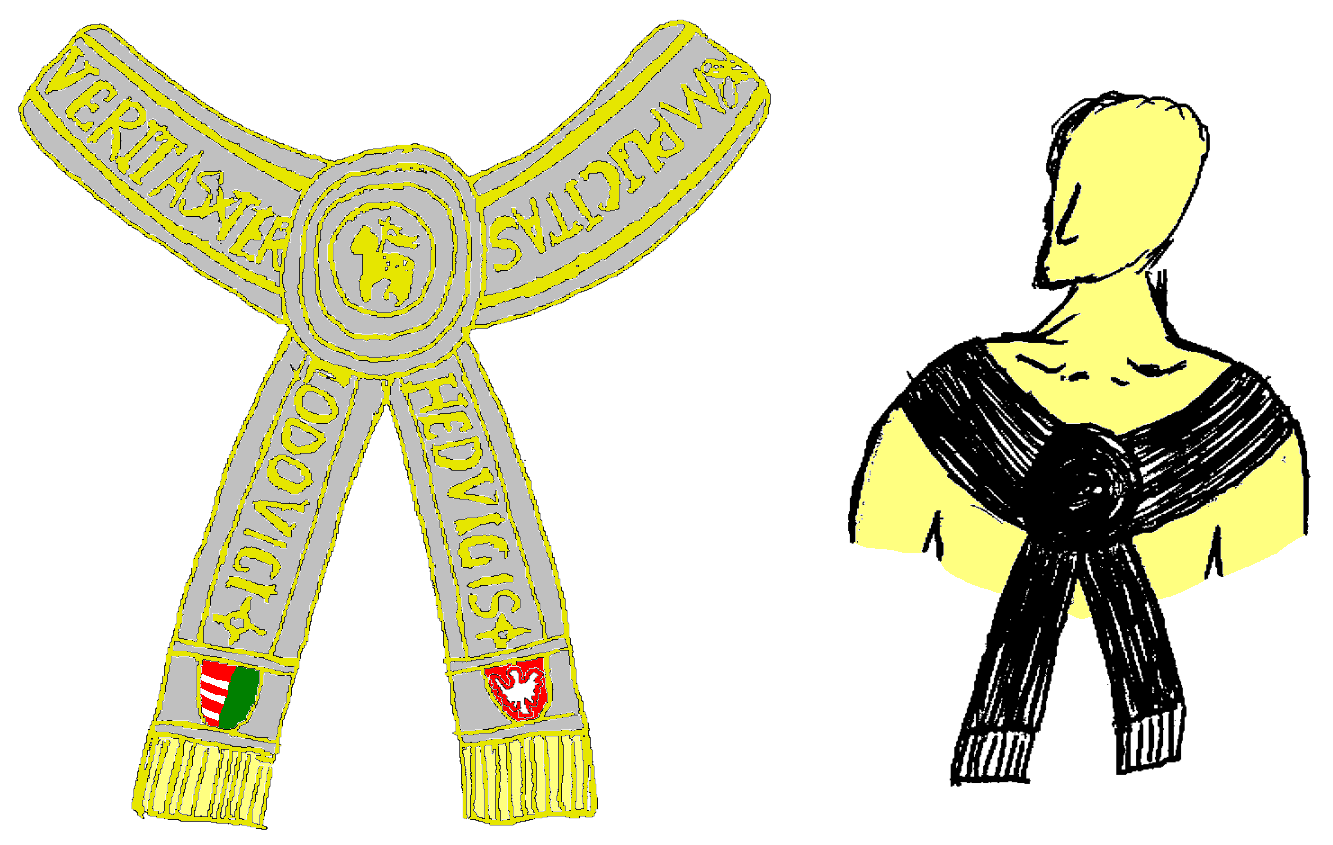
Rationale krakovského typu
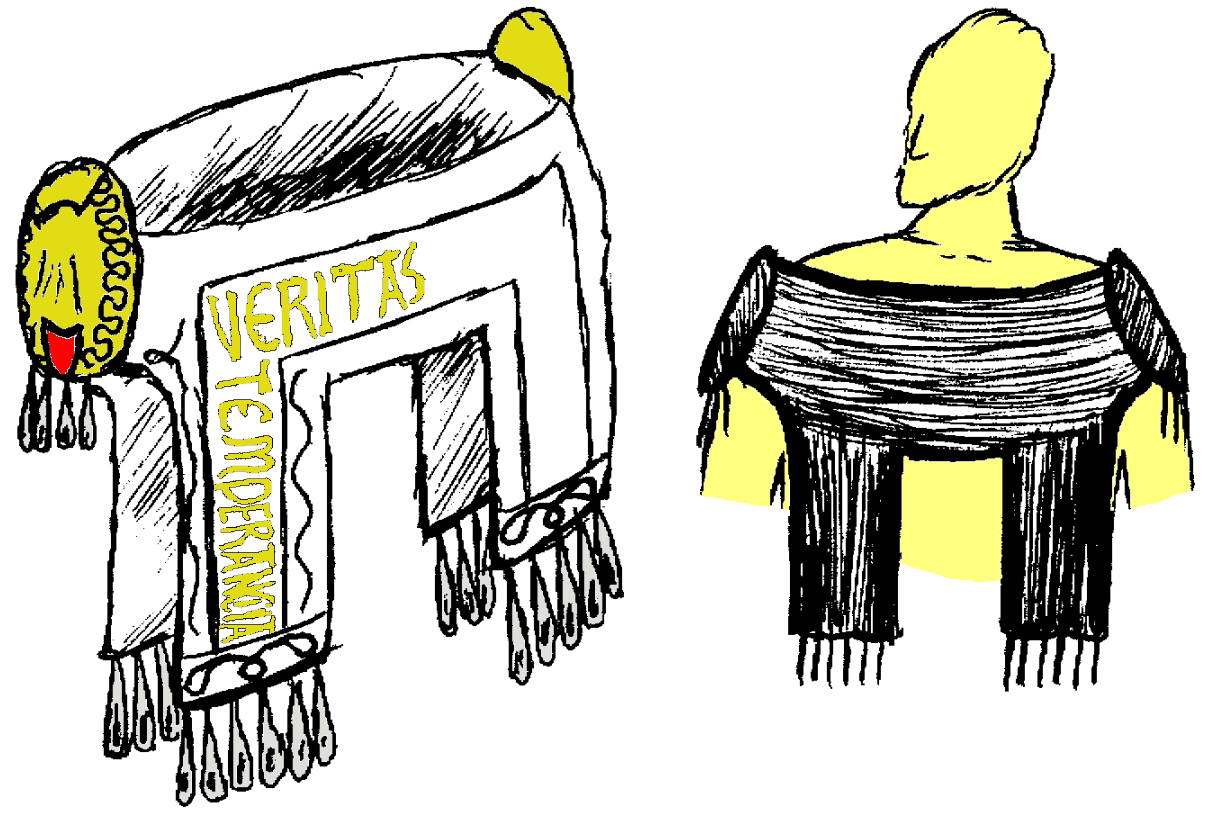
Rationale eichstättského typu